# Soupeření Djokoviće a Federera
Soupeření Djokoviće a Federera představuje sérii vzájemných zápasů mezi dvěma profesionálními tenisty – Novakem Djokovićem ze Srbska a Rogerem Federerem ze Švýcarska. Oba hráči se utkali ve 50 utkáních okruhu (a finále Turnaje mistrů 2014 se neodehrálo). Srbský hráč udržel těsnou kladnou bilanci dvaceti sedmi výher ku dvaceti třem porážkám, což představuje úspěšnost 54 %. Poměr na tvrdém povrchu vyzněl příznivěji pro Djokoviće 20–18, stejně tak na trávě vyhrál Srb 3–1, když první vzájemné utkání na zeleném pažitu ovládl Federer v semifinále Wimbledonu 2012 a poté odešel poražen z finále Wimbledonu 2014, 2015 i 2019. Bilance na antuce zůstala vyrovnaná 4–4 na zápasy. Devatenáctkrát vzájemné měření sil dospělo až do rozhodující sady. Federer ukončil profesionální kariéru na zářijovém Laver Cupu 2022.
Na Grand Slamu proti sobě oba jeho aktéři nastoupili k sedmnácti zápasům. Vzájemná bilance vyzněla pro Djokoviće 11–6. Vedle Nadala byl srbský tenista jediným tenistou okruhu, který švýcarského hráče dokázal zdolat na dvou po sobě jdoucích turnajích „velké čtyřky“. Poté, co jej přehrál na US Open 2010, vyřadil ho také na Australian Open 2011. Spolu s Nadalem a Murraym byli jedinými třemi tenisty, kteří dosáhli nad Federerem dvouciferného počtu vítězství. Opět Djoković s Nadalem zůstali osamoceni ve statistice grandslamových výher bez ztráty setu, když Srb stavu 3:0 na sety dosáhl na Australian Open 2008, Australian Open 2011, French Open 2012 a Australian Open 2020. Španěl jej tímto způsobem dokázal zdolat ve finále French Open 2008 a semifinále French Open 2019. Posledním grandslam Federer odehrál ve Wimbledonu 2021.
Federer ukončil Djokovićovu neporazitelnost v sezóně 2011, do níž Srb vstoupil šňůrou čtyřiceti jedna vítězství. V semifinále French Open 2011 však švýcarskému tenistovi podlehl po čtyřsetovém průběhu. Tuto porážku mu však oplatil v pětisetovém semifinálovém dramatu na zářijovém US Open 2011, kde ve druhém ročníku za sebou odvrátil dva Federerovy mečboly a prošel do finále. Vzájemná série pokračovala v semifinále Wimbledonu 2012, kde Švýcar uštědřil čtyřsetovou porážku tehdejší světové jedničce a obhájci titulu. Řada expertů hodnotí vzájemné soupeření obou hráčů na US Open jako jedno z největších v rámci otevřené éry tenisu.
Semifinálové bitvy na French Open 2011 a US Open 2010 a 2011 řadí Asociace tenisových profesionálů mezi největší tenisové zápasy historie. Před finále Turnaje mistrů 2014 odstoupil Federer pro poranění zad. Nejdelší vzájemný tiebreak odehráli ve druhé sadě finále Wimbledonu 2015, v němž Djoković nevyužil vedení 6:3 a nakonec jej získal Federer poměrem míčů 12:10. Celý zápas naopak připadl srbskému hráči po výhře 3–1 na sety.

## Historie
| Vzájemný poměr zápasů      |                  |
| zápasy                     | Federer–Djoković |
| celkově                    | 23–27            |
| finále celkově             | 6–13             |
| poměr dle turnajů          |                  |
| Grand Slam                 | 6–11             |
| finále Grand Slamu         | 1–4              |
| Australian Open            | 1–4              |
| French Open                | 1–1              |
| Wimbledon                  | 1–3              |
| US Open                    | 3–3              |
| Turnaj mistrů              | 3–3              |
| finále Turnaje mistrů      | 0–2              |
| série Masters              | 9–11             |
| finále série Masters       | 3–5              |
| ATP 500/Gold Series        | 4–2              |
| finále ATP 500/Gold Series | 2–2              |
| poměr dle povrchů          |                  |
| antuka                     | 4–4              |
| tráva                      | 1–3              |
| tvrdý povrch venku         | 13–14            |
| tvrdý povrch v hale        | 4–6              |
| koberec                    | —                |
| poměr dle setů             |                  |
| duely na 2 vítězné sety    | 16–16            |
| duely na 3 vítězné sety    | 7–11             |
| duely s 5 odehranými sety  | 0–4              |

### Australian Open
Djoković a Federer se na úvodním grandslamu sezóny Australian Open utkali v pěti duelech, v nichž byl čtyřikrát úspěšnější srbský hráč a jednou Švýcar. Poprvé se na dvorcích Melbourne Parku střetli v osmifinále roku 2007, kde švýcarský první hráč světa zdolal čtrnáctého nasazeného Djokoviće bez ztráty sady. Následující rok 2008 pak ze semifinále vyšla vítězně srbská světová trojka, a to také po třísetovém průběhu. V následném finále Srb porazil Jo-Wilfrieda Tsongu a připsal první melbournský titul. Jednalo se o vůbec první Federerovu prohru 0:3 na sety od chvíle, kdy se zabydlel na čele světové klasifikace.

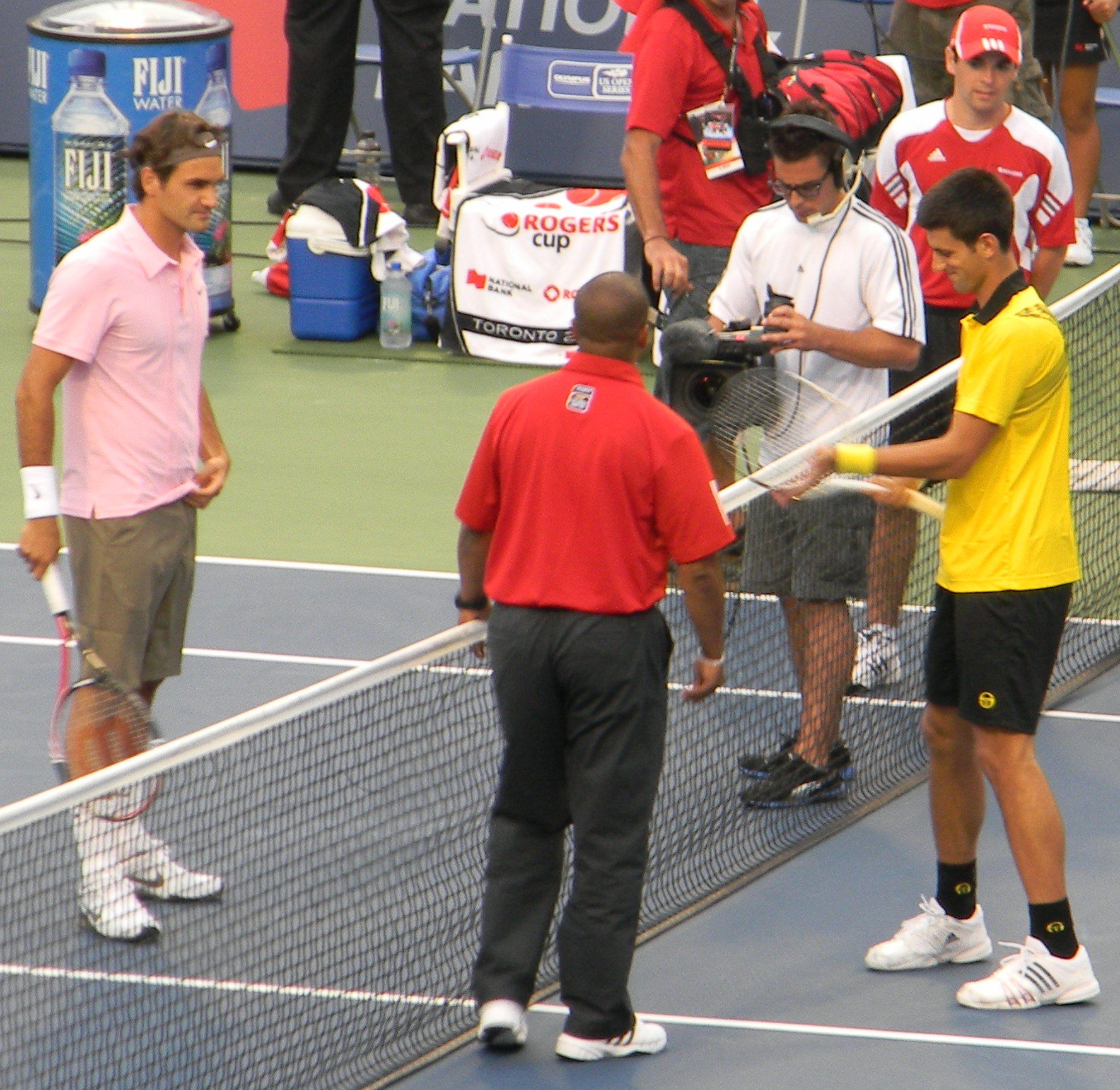
Los před semifinále Rogers Cupu 2010, nejdelším vzájemným duelem v sérii Masters: Federer–Djoković, 6–1, 3–6, 7–5

Podruhé na sebe oba narazili v semifinálové fázi během Australian Open 2011. Stejně jako před třemi lety nenašel basilejský rodák recept na soupeřovu hru a nezískal ani jednu sadu. Srb si poté vítězstvím nad Andym Murraym připsal druhou melbournskou a celkově čtvrtou grandslamovou trofej. V semifinále Australian Open 2016 triumfoval Djoković 3–1 na sety a vůbec poprvé se v sérii ujal vedení 23–22 na zápasy. Srb měl silný vstup do utkání, když v úvodních dvou sadách dovolil soupeřovi získat jen tři hry. V první z nich se dopustil dvou nevynucených chyb oproti dvanácti Švýcara. Na konci druhého setu měl 88% úspěšnost získaných míčů po prvním servisu (22 z 25) a vyhrával také řadu fiftýnů po druhém Federerově utkání, když úspěšnost basilejského rodáka činila jen 26 % (5 z 19 míčů). Po prvních dvou sadách zahrála světová jednička téměř dvojnásobek vítězných bodů, 52 ku 27, a nečelila žádnému brejkbolu. Zápletka přišla ve třetím dějství, kdy se Švýcar vrátil do utkání prolomeným podáním a šestnácti winnery ku šesti srbského tenisty. Rozhodl tak čtvrtý set, který Djoković vybojoval po využitém rozdílovém brejkbolu. Za 2:19 hodin pošesté postoupil do finále, které následně vyhrál.
Padesátý a doposud jejich poslední vzájemný duel nejen na australském majoru, ale i celkově, se uskutečnil v roce 2020 opět v semifinále. Zatímco Djoković ztratil do té doby v turnaji jediný set, Federer se několikrát ocitl na hraně vyřazení, když ve čtvrtfinálovém utkání musel odvracet sedm mečbolů, a byl limitován zranění třísel. Srbský tenista potřetí na turnaji porazila Švýcara bez ztráty setu, přestože Švýcar v prvním setu vedl již 4–1 a 40–0 při podání soupeře a později 5–2. Ve finále pak výhrou pětisetovou výhrou na Thiemem získal 17. grandslamový titul a vrátil se na pozici světové jedničky.

### French Open
Na pařížském majoru Roland Garros odehrála dvojice dvě utkání, a to vždy v semifinále. První z nich na French Open 2011. Djoković zažíval jednu z nejlepších sezón otevřené éry tenisu a od p-očátku roku nebyl poražen. Šňůru 43 vítězství za sebou, respektive sezónní bilanci 41–0, přerušil až Federer na antukovém dvorci Philippa Chatriera. Mezi poslední čtyřkou hráčů mu ke čtyřsetové výhře nad srbskou světovou dvojkou pomohly dva zvládnuté tiebreaky poměrem míčů 7:5. Po pařížském klání Švýcar zvýšil aktivní poměr vzájemných výher na 14–9 a 3–1 na antuce.
Podruhé se oba na kurtech Stade Roland-Garros střetli o rok později v semifinále French Open 2012. Djoković, již v roli prvního muže světa, odčinil předchozí porážku a třetího nasazeného Federera vyřadil bez ztráty setu 6–4, 7–5 a 6–3. Probojoval se tak do svého premiérového pařížského finále a útočil na výkon Australana Roda Lavera z let 1962 a 1969, když by titulem z Roland Garros dosáhl na čtvrtou grandslamovou trofej v řadě a získal tak nekalendářní grandslam. Jeho plány však v rozhodujícím duelu zhatil na antuce favorizovaný Rafael Nadal, jemuž podlehl 4–6, 3–6, 6–2 a 5–7. Španěl slavil rekordní sedmý turnajový titul.

### Wimbledon
Premiérové wimbledonské utkání svedlo Federera a Djokoviće v semifinále Wimbledonu 2012. Švýcar v něm vyhrál po setech 6–3, 3–6, 6–4 a 6–3. Tímto vítězstvím se basilejský rodák stal prvním hráčem, jenž Srba porazil na všech čtyřech grandslamových turnajích. V následném finále získal sedmý titul z All England Clubu a sedmnáctý grandslamový, když přehrál Skota Murrayho.
Bodový zisk jej katapultoval zpět do čela žebříčku ATP před Djokoviće. Dalších šestnáct týdnů strávil v čele mužského tenisu. Tento časový úsek mu postačoval k překonání Samprasova rekordu 286 týdnů na prvním místě, když na špici figuroval celkem 302 týdnů.

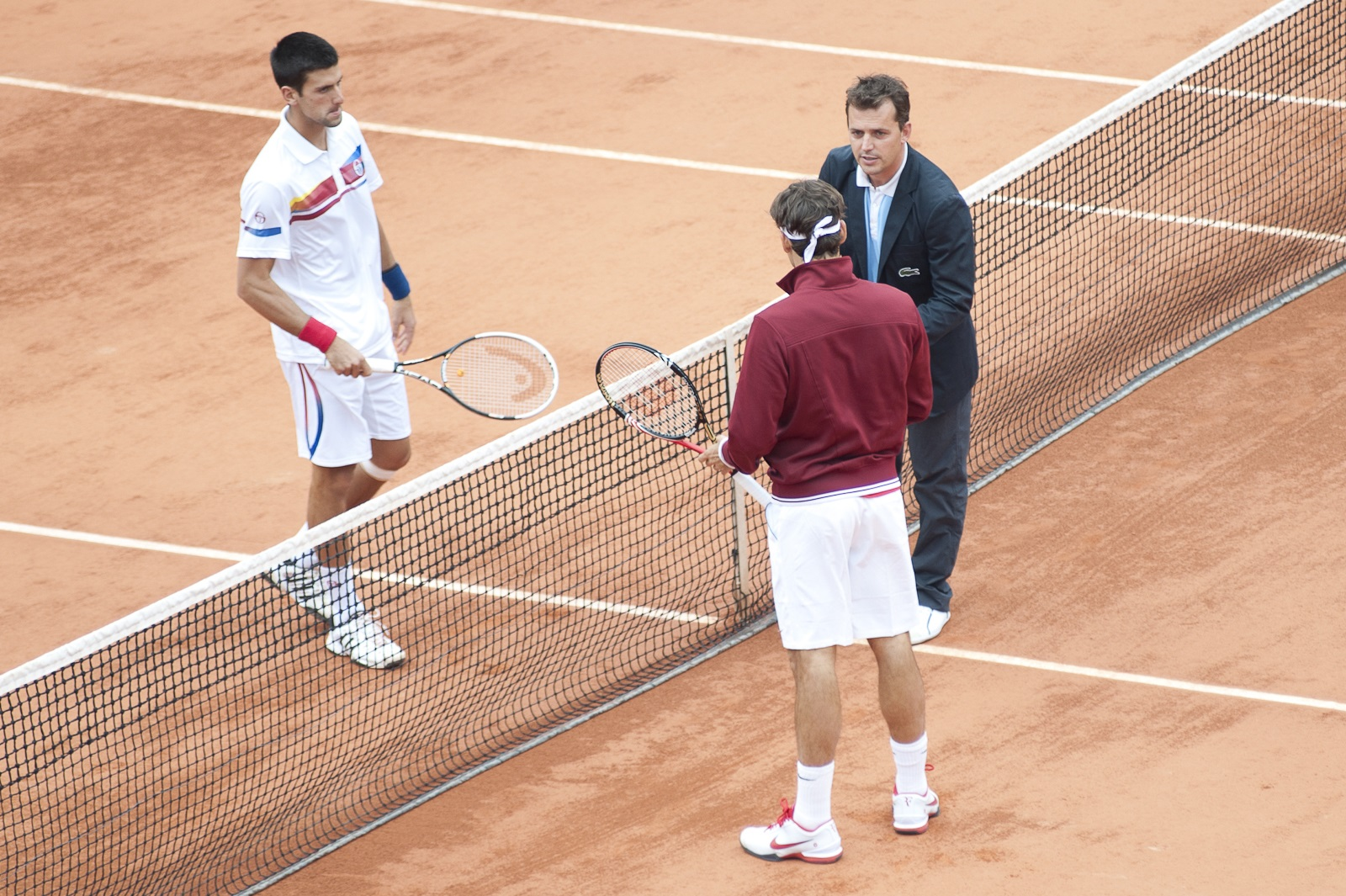
Los před semifinále French Open 2011, v němž Federer ukončil Srbovu 32zápasovou neporazitelnost a přivodil mu první porážku v sezóně

Finálové klání ve Wimbledonu 2014 se stalo jejich 35. vzájemným střetnutím, čímž vyrovnali zápasovou bilanci svých trenérů přítomných v lóži Beckera a Edberga. Úvodní set dospěl do tiebreaku, z něhož vyšel vítězně Švýcar poměrem míčů 9:7, přestože v něm čelil dvěma setbolům za stavu 5:6 a 6:7. Ztráta jeho podání ve třetí hře druhého dějství stačila Srbovi ke srovnání sad na 1–1. Federer tak podruhé v celém turnaji přišel o servis.
Třetí fáze finále se obešla bez prolomeného podání. Ve zkrácené hře tentokrát dominoval Jihoslovan poměrem míčů 7:4. Ve čtvrté sadě následovaly tři breaky v řadě, počínaje čtvrtým gamem. Djoković již vedl 5–2. Za stavu 5–3 podával na vítězství, ale zakončení duelu nezvládl. V následujícím gamu odvrátil Švýcar mečbol za stavu 30:40, když mu pomohlo jestřábí oko, které opravilo původně zahlášený aut na eso. Obrat v setu sedminásobný vítěz dovršil breakem na 7–5 a vynucením si rozhodující sady. V ní měl první příležitost prolomit podání švýcarský hráč za stavu her 3–3. Nevyužil ji, stejně jako soupeř tři příležitosti v následujícím gamu. K dalším dvěma breakbolům se Srb propracoval za stavu 5–4 na gamy a druhý z nich již proměnil díky Federerově bekhendu do pásky. To znamenalo vítězný konec zápasu i celého turnaje.
V jubilejním 40. vzájemném duelu se proti sobě postavili ve finále Wimbledonu 2015. Djoković získal úvodní sadu v jasném tiebreaku poměrem míčů 7:1, když basilejský rodák v předchozím gamu nevyužil dva setboly. Druhé dějství opět dospělo do zkrácené hry. Srb si vypracoval tři setboly vedením 6:3. Přesto Švýcar dokázal srovnat a v nejdelším vzájemném tiebreaku rozhodl využitím druhého setbolu a výsledkem 12:10. Djoković nevyužil pět šancí na ukončení sady. V další z nich Švýcar ztratil podání za stavu 1–1. O tři gamy později došlo k přibližně 20minutovému přerušení pro déšť. Střecha však zatažena nebyla. Po návratu na dvorec Srb udržel dvougamový náskok. Ve čtvrtém setu pak Federerovi dvakrát prolomil servis, když druhá ztráta současně znamenala konec finále. Třetím wimbledonským titulem obhájil trofej. Celkový poměr vzájemných střetnutí tak vyrovnal na 20–20.
Jejich třetí vzájemné wimbledonské finále v roce 2019 se stalo jejich nejdelším zápasem a zároveň nejdelším finále mužské dvouhry na Wimbledonu, když trvalo bez tří minut pět hodin. Federer v pátém rozhodujícím setu dokázal otočit nepříznivý stav 2–4, aby za stavu 8–7 a 40–15 při svém podání nevyužil dva mečboly a následně prohrál v nově zavedeném tiebreaku pátého setu při shodném stavu her 12–12. Srbský tenista v důležitých momentech tiebreaků prvního, třetího a rozhodujícího setu předvedl lepší výkon, když celkově neudělal ani v jednom z nich nevynucenou chybu. Zabránil tak Švýcarovi stát se v 37 letech a 11 měsících nejstarším vítězem grandslamu a zároveň překazil zisk jubilejního 20. titulu z turnajů velké čtyřky. Sám zaznamenal 17. prvenstvím na těchto turnajích a pátý na londýnské trávě.

### US Open

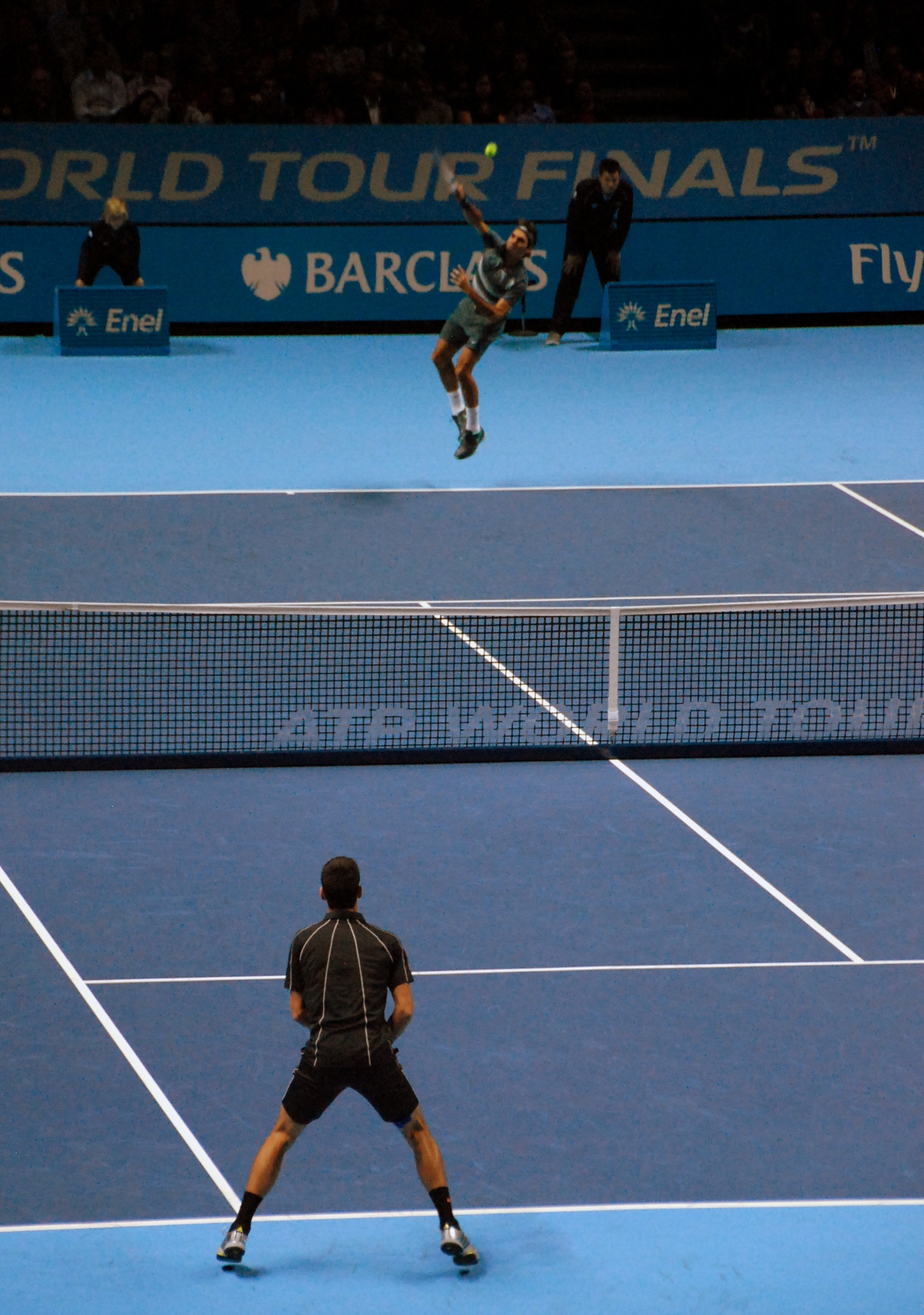
Servírující Federer a Djoković na příjmu v duelu základní skupiny Turnaje mistrů 2013

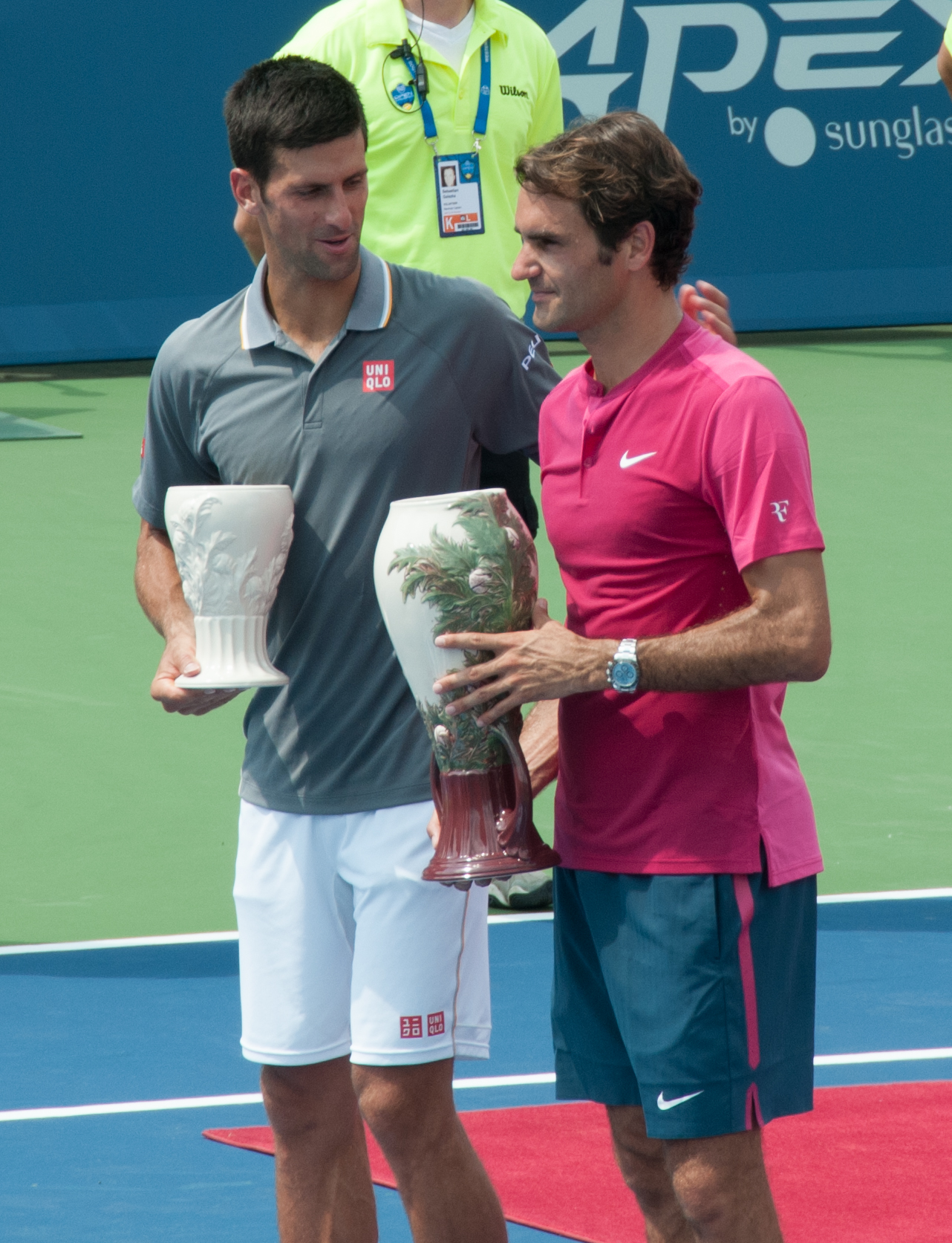
Djoković a Federer po finále Cincinnati Masters 2015

Na posledním grandslamu roku US Open pár proti sobě nastoupil v pěti navazujících ročnících 2007–2011. Třikrát ze střetnutí vyšel vítězně Federer a dvakrát srbský tenista. Švýcar soupeře zdolal bez ztráty setu v Djokovićově premiérovém finále Grand Slamu na US Open 2007. Dosáhl tak na čtvrtý titul z Flushing Meadows v řadě. V úvodním setu utkání šel Srb podávat na její vítězství, ale basilejský rodák se vrátil do hry úspěšným breakem. V prvních dvou sadách pak Federer vždy zvládl zkrácené hry a ve třetí dovedl utkání do vítězného konce díky prolomenému podání.
Další dvě výhry Federer přidal v semifinále US Open 2008 a 2009. Zakončení druhého z nich mělo neobvyklý průběh, když vítězný míček na mečbol zahrál mezi nohama a Srba prohodil. Tento bod poté basilejský rodák popsal jako „… nejlepší míč, který jsem v životě zahrál“.
Poslední dvě střetnutí na dvorcích Národního tenisového centra Billie Jean Kingové naopak vyzněla ve prospěch Djokoviće, který tak zmírnil pasivní zápasovou bilanci na 2–3. Ve dvouhře roku 2010 přehrála srbská světová trojka Švýcara po dramatickém pětisetovém průběhu 5–7, 6–1, 5–7, 6–2 a 7–5. Postup do finále pro Djokoviće znamenal, že svého rivala vystřídal na 2. příčce žebříčku ATP. Semifinálová účast pro Federera znamenala 20. vítězný zápas na Grand Slamu během jedné sezóny, a to sedmý rok za sebou. Takovou úspěšnost v minulosti zaznamenal pouze Čechoameričan Ivan Lendl.
Ve dvouhře roku 2011 se oba aktéři potřetí utkali v semifinálové fázi grandslamu. Po melbournské prohře a pařížském vítězství rozehrál Federer utkání dobře, když si připsal první dva sety. Oba předváděli výborný tenis se silným podáním. Švýcar však začal více chybovat a Djoković toho využil k zisku třetí a čtvrté sady. V rozhodujícím dějství Švýcar prolomil soupeřovo podání a šel podávat na ukončení zápasu. Za stavu 5–3 měl dva mečboly a stejně jako v předchozím ročníku, je nedokázal proměnit. Srbský tenista vycítil šanci a šňůrou čtyř her získal rozhodující pátý set poměrem 7–5. Počtvrté v roce tak soupeře porazil, jenž po Wimbledonu podruhé za sebou na Grand Slamu vypadl, přestože již vedl 2–0 na sety.
Obě semifinále z let 2010 a 2011 vykazovaly některé společné momenty. Rozhodující pátý set vždy vyzněl ve prospěch Srba poměrem 7–5 a naopak švýcarský hráč nedokázal ani v jednom ze dvou zápasů proměnit dva mečboly. Djoković pak v prvním finále podlehl Nadalovi, aby následující sezónu stejnému španělskému tenistovi porážku oplatil a získal tak první titul na US Open.
Do finále US Open 2015 vstupoval Djoković v roli světové jedničky a Federer jako světová dvojka. Srbský tenista vyhrál po čtyřsetovém průběhu, když se klíčovými ukázaly dva brejkboly za stavu gamů 4–4 ve třetí sadě, které Federer neproměnil. V opačném případě by šel podávat na vedení 2:1 na sety. Byl to naopak Švýcar, jenž v následující hře ztratil servis a poté i celou sadu. První hráč světa proměnil první mečbol a potřetí porazil Federera ve finále grandslamu. Srb byl efektivnější v proměňování brejkbolů, když využil šest z třinácti šancí. Naopak Švýcar zužitkoval jen čtyři brejkové příležitosti z dvaceti tří nabídek.

## Seznam zápasů: Djoković–Federer
| Legenda                       | Legenda                     | Legenda  | Legenda |
| 2004–2008                     | od 2009                     | Djoković | Federer |
| ----------------------------- | --------------------------- | -------- | ------- |
| Grand Slam                    | Grand Slam                  | 11       | 6       |
| Tennis Masters Cup            | ATP World Tour Finals       | 3        | 3       |
| ATP Masters Series            | ATP World Tour Masters 1000 | 11       | 9       |
| ATP International Series Gold | ATP World Tour 500          | 2        | 4       |
| ATP International Series      | ATP World Tour 250          | 0        | 0       |
| Davis Cup                     | Davis Cup                   | 0        | 1       |

### Dvouhra: 50 (27–23)
| č.                                    | rok  | turnaj                | povrch    | fáze          | vítěz    | výsledek                                 | čas  | D–F   |
| ------------------------------------- | ---- | --------------------- | --------- | ------------- | -------- | ---------------------------------------- | ---- | ----- |
| 1.                                    | 2006 | Monte Carlo           | antuka    | 64 v kole     | Federer  | 6–3, 2–6, 6–3                            | 1:49 | 0–1   |
| 2.                                    | 2006 | Davis Cup             | tvrdý (h) | baráž         | Federer  | 6–3, 6–2, 6–3                            | 1:58 | 0–2   |
| 3.                                    | 2007 | Australian Open       | tvrdý     | 16 v kole     | Federer  | 6–2, 7–5, 6–3                            | 1:50 | 0–3   |
| 4.                                    | 2007 | Dubaj                 | tvrdý     | čtvrtfinále   | Federer  | 6–3, 6–7(6–8), 6–3                       | 2:03 | 0–4   |
| 5.                                    | 2007 | Kanada                | tvrdý     | finále        | Djoković | 7–6(7–2), 2–6, 7–6(7–2)                  | 2:13 | 1–4   |
| 6.                                    | 2007 | US Open               | tvrdý     | finále        | Federer  | 7–6(7–4), 7–6(7–2), 6–4                  | 2:24 | 1–5   |
| 7.                                    | 2008 | Australian Open       | tvrdý     | semifinále    | Djoković | 7–5, 6–3, 7–6(7–5)                       | 2:26 | 2–5   |
| 8.                                    | 2008 | Monte Carlo           | antuka    | semifinále    | Federer  | 6–3, 3–2skreč                            | 1:12 | 2–6   |
| 9.                                    | 2008 | US Open               | tvrdý     | semifinále    | Federer  | 6–3, 5–7, 7–5, 6–2                       | 2:44 | 2–7   |
| 10.                                   | 2009 | Miami                 | tvrdý     | semifinále    | Djoković | 3–6, 6–2, 6–3                            | 1:46 | 3–7   |
| 11.                                   | 2009 | Řím                   | antuka    | semifinále    | Djoković | 4–6, 6–3, 6–3                            | 2:11 | 4–7   |
| 12.                                   | 2009 | Cincinnati            | tvrdý     | finále        | Federer  | 6–1, 7–5                                 | 2:07 | 4–8   |
| 13.                                   | 2009 | US Open               | tvrdý     | semifinále    | Federer  | 7–6(7–3), 7–5, 7–5                       | 2:34 | 4–9   |
| 14.                                   | 2009 | Basilej               | tvrdý (h) | finále        | Djoković | 6–4, 4–6, 6–2                            | 2:11 | 5–9   |
| 15.                                   | 2010 | Kanada                | tvrdý     | semifinále    | Federer  | 6–1, 3–6, 7–5                            | 2:22 | 5–10  |
| 16.                                   | 2010 | US Open               | tvrdý     | semifinále    | Djoković | 5–7, 6–1, 5–7, 6–2, 7–5                  | 3:44 | 6–10  |
| 17.                                   | 2010 | Šanghaj               | tvrdý     | semifinále    | Federer  | 7–5, 6–4                                 | 1:42 | 6–11  |
| 18.                                   | 2010 | Basilej               | tvrdý (h) | finále        | Federer  | 6–4, 3–6, 6–1                            | 1:55 | 6–12  |
| 19.                                   | 2010 | ATP World Tour Finals | tvrdý (h) | semifinále    | Federer  | 6–1, 6–4                                 | 1:21 | 6–13  |
| 20.                                   | 2011 | Australian Open       | tvrdý     | semifinále    | Djoković | 7–6(7–3), 7–5, 6–4                       | 3:00 | 7–13  |
| 21.                                   | 2011 | Dubaj                 | Hard      | finále        | Djoković | 6–3, 6–3                                 | 1:12 | 8–13  |
| 22.                                   | 2011 | Indian Wells          | tvrdý     | semifinále    | Djoković | 6–3, 3–6, 6–2                            | 2:07 | 9–13  |
| 23.                                   | 2011 | French Open           | antuka    | semifinále    | Federer  | 7–6(7–5), 6–3, 3–6, 7–6(7–5)             | 3:39 | 9–14  |
| 24.                                   | 2011 | US Open               | tvrdý     | semifinále    | Djoković | 6–7(7–9), 4–6, 6–3, 6–2, 7–5             | 3:51 | 10–14 |
| 25.                                   | 2012 | Řím                   | antuka    | semifinále    | Djoković | 6–2, 7–6(7–4)                            | 1:39 | 11–14 |
| 26.                                   | 2012 | French Open           | antuka    | semifinále    | Djoković | 6–4, 7–5, 6–3                            | 2:05 | 12–14 |
| 27.                                   | 2012 | Wimbledon             | tráva     | semifinále    | Federer  | 6–3, 3–6, 6–4, 6–3                       | 2:19 | 12–15 |
| 28.                                   | 2012 | Cincinnati            | tvrdý     | finále        | Federer  | 6–0, 7–6(9–7)                            | 1:20 | 12–16 |
| 29.                                   | 2012 | ATP World Tour Finals | tvrdý (h) | finále        | Djoković | 7–6(8–6), 7–5                            | 2:14 | 13–16 |
| 30.                                   | 2013 | Paříž                 | tvrdý (h) | semifinále    | Djoković | 4–6, 6–3, 6–2                            | 2:00 | 14–16 |
| 31.                                   | 2013 | ATP World Tour Finals | tvrdý (h) | zákl. skupina | Djoković | 6–4, 6–7(2–7), 6–2                       | 2:22 | 15–16 |
| 32.                                   | 2014 | Dubaj                 | tvrdý     | semifinále    | Federer  | 3–6, 6–3, 6–2                            | 1:45 | 15–17 |
| 33.                                   | 2014 | Indian Wells          | tvrdý     | finále        | Djoković | 3–6, 6–3, 7–6(7–3)                       | 2:12 | 16–17 |
| 34.                                   | 2014 | Monte-Carlo           | antuka    | semifinále    | Federer  | 7–5, 6–2                                 | 1:15 | 16–18 |
| 35.                                   | 2014 | Wimbledon             | tráva     | finále        | Djoković | 6–7(7–9), 6–4, 7–6(7–4), 5-7, 6–4        | 3:56 | 17–18 |
| 36.                                   | 2014 | Shanghai Masters      | tvrdý     | semifinále    | Federer  | 6–4, 6–4                                 | 1:35 | 17–19 |
| —                                     | 2014 | ATP World Tour Finals | tvrdý (h) | finále        | Djoković | bez boje                                 |      | 17–19 |
| 37.                                   | 2015 | Dubaj                 | tvrdý     | finále        | Federer  | 6–3, 7–5                                 | 1:24 | 17–20 |
| 38.                                   | 2015 | Indian Wells          | tvrdý     | finále        | Djoković | 6–3, 6–7(5–7), 6–2                       | 2:17 | 18–20 |
| 39.                                   | 2015 | Řím                   | antuka    | finále        | Djoković | 6–4, 6–3                                 | 1:15 | 19–20 |
| 40.                                   | 2015 | Wimbledon             | tráva     | finále        | Djoković | 7–6(7–1), 6–7(10–12), 6–4, 6–3           | 2:55 | 20–20 |
| 41.                                   | 2015 | Cincinnati            | tvrdý     | finále        | Federer  | 7–6(7–1), 6–3                            | 1:30 | 20–21 |
| 42.                                   | 2015 | US Open               | tvrdý     | finále        | Djoković | 6–4, 5–7, 6–4, 6–4                       | 3:20 | 21–21 |
| 43.                                   | 2015 | ATP World Tour Finals | tvrdý (h) | zákl. skupina | Federer  | 7–5, 6–2                                 | 1:17 | 21–22 |
| 44.                                   | 2015 | ATP World Tour Finals | tvrdý (h) | finále        | Djoković | 6–3, 6–4                                 | 1:20 | 22–22 |
| 45.                                   | 2016 | Australian Open       | tvrdý     | semifinále    | Djoković | 6–1, 6–2, 3–6, 6–3                       | 2:19 | 23–22 |
| 46.                                   | 2018 | Cincinnati            | tvrdý     | finále        | Djoković | 6–4, 6–4                                 | 1:24 | 24–22 |
| 47.                                   | 2018 | Paříž                 | tvrdý (h) | semifinále    | Djoković | 7–6(8–6), 5–7, 7–6(7–3)                  | 3:02 | 25–22 |
| 48.                                   | 2019 | Wimbledon             | tráva     | finále        | Djoković | 7–6(7–5), 1–6, 7–6(7–4), 4–6, 13–12(7–3) | 4:57 | 26–22 |
| 49.                                   | 2019 | ATP Finals            | tvrdý (h) | zákl. skupina | Federer  | 6–4, 6–3                                 | 1:13 | 26–23 |
| 50.                                   | 2020 | Australian Open       | tvrdý     | semifinále    | Djoković | 7–6(7–1), 6–4, 6–3                       | 2:19 | 27–23 |
| čas – hod:min; D–F – Djoković–Federer |      |                       |           |               |          |                                          |      |       |

#### Vítězové zápasů na Grand Slamu
| Australian Open                                                                  | RF | ND |    |    | ND |    |    |    |  | ND |  |    |  | ND |
| French Open                                                                      |    |    |    |    | RF | ND |    |    |  |    |  |    |  |    |
| Wimbledon                                                                        |    |    |    |    |    | RF | ND | ND |  |    |  | ND |  |    |
| US Open                                                                          | RF | RF | RF | ND | ND |    |    | ND |  |    |  |    |  |    |
| – Djoković, – Federer, tučně – vítěz finále a turnaje, kurziva – výhra v turnaji |    |    |    |    |    |    |    |    |  |    |  |    |  |    |

#### Rekordy
Djoković a Federer:
- představují jedinou dvojicí hráčů v otevřené éře tenisu, která proti sobě v semifinále Grand Slamu odehrála 10 zápasů,
- drží rekord 6 vzájemných zápasů na US Open,
- drží rekord 5 vzájemných zápasů na jediném Grand Slamu v pěti navazujících ročnících (US Open, 2007–2011)

## Srovnání titulů a výkonů na žebříčku
| Grand Slam      | Djoković | Federer |
| --------------- | -------- | ------- |
| Australian Open | 10       | 6       |
| French Open     | 3        | 1       |
| Wimbledon       | 7        | 8       |
| US Open         | 4        | 5       |
|                 |          |         |
| Celkem          | 24       | 20      |

| Masters              | Djoković | Federer |
| -------------------- | -------- | ------- |
| Indian Wells Masters | 5        | 5       |
| Miami Masters        | 6        | 4       |
| Monte-Carlo Masters  | 2        | 0       |
| Madrid Open          | 3        | 3       |
| German Open          | 0        | 4       |
| Rome Masters         | 6        | 0       |
| Canada Masters       | 4        | 2       |
| Cincinnati Masters   | 3        | 7       |
| Shanghai Masters     | 4        | 2       |
| Paris Masters        | 7        | 1       |
|                      |          |         |
| Celkem               | 40       | 28      |

| Reprezentace   | Djoković | Federer |
| -------------- | -------- | ------- |
| Olympijské hry |          |         |
| Davis Cup      | 1        | 1       |
| ATP Cup        | 1        | —       |
| Hopman Cup     | 0        | 3       |
| Laver Cup      | 1        | 3       |

| Žebříček              | Djoković | Federer |
| --------------------- | -------- | ------- |
| Týdny na 1. místě ATP | 428      | 310     |
| Konečná jednička ATP  | 8krát    | 5krát   |
| Hráč roku ATP         | 8krát    | 5krát   |
| Mistr světa ITF       | 8krát    | 5krát   |

## Exhibice

### Dvouhra: 2 (1–1)
| č.                     | datum         | místo konání      | povrch    | fáze       | vítěz    | výsledek | D–F |
| ---------------------- | ------------- | ----------------- | --------- | ---------- | -------- | -------- | --- |
| 1.                     | prosinec 2011 | Abú Zabí, SAE     | tvrdý     | semifinále | Djoković | 6–2, 6–1 | 1–0 |
| 2.                     | 2014          | Nové Dillí, Indie | tvrdý (h) | zs         | Federer  | 6–5(6–5) | 1–1 |
| D–F – Djoković–Federer |               |                   |           |            |          |          |     |

## Chronologické srovnání dvojice na Grand Slamu

### Podle kalendářního roku

#### 2005–2010
| Tenista        | 2005 | 2005 | 2005  | 2005  | 2006  | 2006 | 2006  | 2006  | 2007  | 2007 | 2007  | 2007  | 2008  | 2008 | 2008 | 2008  | 2009 | 2009  | 2009  | 2009 | 2010  | 2010 | 2010 | 2010 |
| -------------- | ---- | ---- | ----- | ----- | ----- | ---- | ----- | ----- | ----- | ---- | ----- | ----- | ----- | ---- | ---- | ----- | ---- | ----- | ----- | ---- | ----- | ---- | ---- | ---- |
| Tenista        | AUS  | FRA  | WIM   | USA   | AUS   | FRA  | WIM   | USA   | AUS   | FRA  | WIM   | USA   | AUS   | FRA  | WIM  | USA   | AUS  | FRA   | WIM   | USA  | AUS   | FRA  | WIM  | USA  |
| Novak Djoković | 1R   | 2R   | 3R    | 3R    | 1R    | ČF   | 4R    | 3R    | 4R    | SF   | SF    | F     | Vítěz | SF   | 2R   | SF    | ČF   | 3R    | ČF    | SF   | ČF    | ČF   | SF   | F    |
| Roger Federer  | SF   | SF   | Vítěz | Vítěz | Vítěz | F    | Vítěz | Vítěz | Vítěz | F    | Vítěz | Vítěz | SF    | F    | F    | Vítěz | F    | Vítěz | Vítěz | F    | Vítěz | ČF   | ČF   | SF   |

#### 2011–2016
| Tenista        | 2011  | 2011 | 2011  | 2011  | 2012  | 2012 | 2012  | 2012 | 2013  | 2013 | 2013 | 2013 | 2014 | 2014 | 2014  | 2014 | 2015  | 2015 | 2015  | 2015  | 2016  | 2016  | 2016 | 2016 |
| -------------- | ----- | ---- | ----- | ----- | ----- | ---- | ----- | ---- | ----- | ---- | ---- | ---- | ---- | ---- | ----- | ---- | ----- | ---- | ----- | ----- | ----- | ----- | ---- | ---- |
| Tenista        | AUS   | FRA  | WIM   | USA   | AUS   | FRA  | WIM   | USA  | AUS   | FRA  | WIM  | USA  | AUS  | FRA  | WIM   | USA  | AUS   | FRA  | WIM   | USA   | AUS   | FRA   | WIM  | USA  |
| Novak Djoković | Vítěz | SF   | Vítěz | Vítěz | Vítěz | F    | SF    | F    | Vítěz | SF   | F    | F    | ČF   | F    | Vítěz | SF   | Vítěz | F    | Vítěz | Vítěz | Vítěz | Vítěz | 3R   | F    |
| Roger Federer  | SF    | F    | ČF    | SF    | SF    | SF   | Vítěz | ČF   | SF    | ČF   | 2R   | 4R   | SF   | 4R   | F     | SF   | 3R    | ČF   | F     | F     | SF    | A     | SF   | A    |

#### 2017–2022
| Tenista        | 2017  | 2017 | 2017  | 2017 | 2018  | 2018 | 2018  | 2018  | 2019  | 2019 | 2019  | 2019 | 2020  | 2020 | 2020 | 2020 | 2021  | 2021  | 2021  | 2021 | 2022 | 2022 | 2022  | 2022 |
| -------------- | ----- | ---- | ----- | ---- | ----- | ---- | ----- | ----- | ----- | ---- | ----- | ---- | ----- | ---- | ---- | ---- | ----- | ----- | ----- | ---- | ---- | ---- | ----- | ---- |
| Tenista        | AUS   | FRA  | WIM   | USA  | AUS   | FRA  | WIM   | USA   | AUS   | FRA  | WIM   | USA  | AUS   | WIM  | USA  | FRA  | AUS   | FRA   | WIM   | USA  | AUS  | FRA  | WIM   | USA  |
| Novak Djoković | 2R    | ČF   | ČF    | A    | 4R    | ČF   | Vítěz | Vítěz | Vítěz | SF   | Vítěz | 4R   | Vítěz | NH   | 4R   | F    | Vítěz | Vítěz | Vítěz | F    | A    | ČF   | Vítěz | A    |
| Roger Federer  | Vítěz | A    | Vítěz | ČF   | Vítěz | A    | ČF    | 4R    | 4R    | SF   | F     | ČF   | SF    | NH   | A    | A    | A     | 4R    | ČF    | A    | A    | A    | A     | A    |

#### 2023–2028
| Tenista        | 2023             | 2023             | 2023             | 2023             | 2024             | 2024             | 2024             | 2024             | 2025             | 2025             | 2025             | 2025             | 2026             | 2026             | 2026             | 2026             | 2027             | 2027             | 2027             | 2027             | 2028             | 2028             | 2028             | 2028             |
| -------------- | ---------------- | ---------------- | ---------------- | ---------------- | ---------------- | ---------------- | ---------------- | ---------------- | ---------------- | ---------------- | ---------------- | ---------------- | ---------------- | ---------------- | ---------------- | ---------------- | ---------------- | ---------------- | ---------------- | ---------------- | ---------------- | ---------------- | ---------------- | ---------------- |
| Tenista        | AUS              | FRA              | WIM              | USA              | AUS              | FRA              | WIM              | USA              | AUS              | FRA              | WIM              | USA              | AUS              | FRA              | WIM              | USA              | AUS              | FRA              | WIM              | USA              | AUS              | FRA              | WIM              | USA              |
| Novak Djoković | Vítěz            | Vítěz            | F                | Vítěz            | SF               | ČF               | F                | 3R               | SF               | SF               | SF               |                  |                  |                  |                  |                  |                  |                  |                  |                  |                  |                  |                  |                  |
| Roger Federer  | ukončení kariéry | ukončení kariéry | ukončení kariéry | ukončení kariéry | ukončení kariéry | ukončení kariéry | ukončení kariéry | ukončení kariéry | ukončení kariéry | ukončení kariéry | ukončení kariéry | ukončení kariéry | ukončení kariéry | ukončení kariéry | ukončení kariéry | ukončení kariéry | ukončení kariéry | ukončení kariéry | ukončení kariéry | ukončení kariéry | ukončení kariéry | ukončení kariéry | ukončení kariéry | ukončení kariéry |

### Podle věku

#### 18–22 let
| Tenista        | 18 let | 18 let | 18 let | 18 let | 19 let | 19 let | 19 let | 19 let | 20 let | 20 let | 20 let | 20 let | 21 let | 21 let | 21 let | 21 let | 22 let | 22 let | 22 let | 22 let |
| -------------- | ------ | ------ | ------ | ------ | ------ | ------ | ------ | ------ | ------ | ------ | ------ | ------ | ------ | ------ | ------ | ------ | ------ | ------ | ------ | ------ |
| Tenista        | AUS    | FRA    | WIM    | USA    | AUS    | FRA    | WIM    | USA    | AUS    | FRA    | WIM    | USA    | AUS    | FRA    | WIM    | USA    | AUS    | FRA    | WIM    | USA    |
| Novak Djoković | 1R     | 2R     | 3R     | 3R     | 1R     | ČF     | 4R     | 3R     | 4R     | SF     | SF     | F      | Vítěz  | SF     | 2R     | SF     | ČF     | 3R     | ČF     | SF     |
| Roger Federer  | Q1     | 1R     | 1R     | Q2     | 3R     | 4R     | 1R     | 3R     | 3R     | ČF     | ČF     | 4R     | 4R     | 1R     | 1R     | 4R     | 4R     | 1R     | Vítěz  | 4R     |

#### 23–27 let
| Tenista        | 23 let | 23 let | 23 let | 23 let | 24 let | 24 let | 24 let | 24 let | 25 let | 25 let | 25 let | 25 let | 26 let | 26 let | 26 let | 26 let | 27 let | 27 let | 27 let | 27 let |
| -------------- | ------ | ------ | ------ | ------ | ------ | ------ | ------ | ------ | ------ | ------ | ------ | ------ | ------ | ------ | ------ | ------ | ------ | ------ | ------ | ------ |
| Tenista        | AUS    | FRA    | WIM    | USA    | AUS    | FRA    | WIM    | USA    | AUS    | FRA    | WIM    | USA    | AUS    | FRA    | WIM    | USA    | AUS    | FRA    | WIM    | USA    |
| Novak Djoković | ČF     | ČF     | SF     | F      | Vítěz  | SF     | Vítěz  | Vítěz  | Vítěz  | F      | SF     | F      | Vítěz  | SF     | F      | F      | ČF     | F      | Vítěz  | SF     |
| Roger Federer  | Vítěz  | 3R     | Vítěz  | Vítěz  | SF     | SF     | Vítěz  | Vítěz  | Vítěz  | F      | Vítěz  | Vítěz  | Vítěz  | F      | Vítěz  | Vítěz  | SF     | F      | F      | Vítěz  |

#### 28–32 let
| Tenista        | 28 let | 28 let | 28 let | 28 let | 29 let | 29 let | 29 let | 29 let | 30 let | 30 let | 30 let | 30 let | 31 let | 31 let | 31 let | 31 let | 32 let | 32 let | 32 let | 32 let |
| -------------- | ------ | ------ | ------ | ------ | ------ | ------ | ------ | ------ | ------ | ------ | ------ | ------ | ------ | ------ | ------ | ------ | ------ | ------ | ------ | ------ |
| Tenista        | AUS    | FRA    | WIM    | USA    | AUS    | FRA    | WIM    | USA    | AUS    | FRA    | WIM    | USA    | AUS    | FRA    | WIM    | USA    | AUS    | FRA    | WIM    | USA    |
| Novak Djoković | Vítěz  | F      | Vítěz  | Vítěz  | Vítěz  | Vítěz  | 3R     | F      | 2R     | ČF     | ČF     | A      | 4R     | ČF     | Vítěz  | Vítěz  | Vítěz  | SF     | Vítěz  | 4R     |
| Roger Federer  | F      | Vítěz  | Vítěz  | F      | Vítěz  | ČF     | ČF     | SF     | SF     | F      | ČF     | SF     | SF     | SF     | Vítěz  | ČF     | SF     | ČF     | 2R     | 4R     |

#### 33–37 let
| Tenista        | 33 let | 33 let | 33 let | 33 let | 34 let | 34 let | 34 let | 34 let | 35 let | 35 let | 35 let | 35 let | 36 let | 36 let | 36 let | 36 let | 37 let | 37 let | 37 let | 37 let |
| -------------- | ------ | ------ | ------ | ------ | ------ | ------ | ------ | ------ | ------ | ------ | ------ | ------ | ------ | ------ | ------ | ------ | ------ | ------ | ------ | ------ |
| Tenista        | AUS    | FRA    | WIM    | USA    | AUS    | FRA    | WIM    | USA    | AUS    | FRA    | WIM    | USA    | AUS    | FRA    | WIM    | USA    | AUS    | FRA    | WIM    | USA    |
| Novak Djoković | Vítěz  | F      | NH     | 4R     | Vítěz  | Vítěz  | Vítěz  | F      | A      | ČF     | Vítěz  | A      | Vítěz  | Vítěz  | F      | Vítěz  | SF     | ČF     | F      | 3R     |
| Roger Federer  | SF     | 4R     | F      | SF     | 3R     | ČF     | F      | F      | SF     | A      | SF     | A      | Vítěz  | A      | Vítěz  | ČF     | Vítěz  | A      | ČF     | 4R     |

#### 38–42 let
| Tenista        | 38 let | 38 let | 38 let | 38 let | 39 let | 39 let | 39 let | 39 let | 40 let | 40 let | 40 let | 40 let | 41 let | 41 let | 41 let | 41 let | 42 let           | 42 let           | 42 let           | 42 let           |
| -------------- | ------ | ------ | ------ | ------ | ------ | ------ | ------ | ------ | ------ | ------ | ------ | ------ | ------ | ------ | ------ | ------ | ---------------- | ---------------- | ---------------- | ---------------- |
| Tenista        | AUS    | FRA    | WIM    | USA    | AUS    | FRA    | WIM    | USA    | AUS    | FRA    | WIM    | USA    | AUS    | FRA    | WIM    | USA    | AUS              | FRA              | WIM              | USA              |
| Novak Djoković | SF     | SF     | SF     |        |        |        |        |        |        |        |        |        |        |        |        |        |                  |                  |                  |                  |
| Roger Federer  | 4R     | SF     | F      | ČF     | SF     | A      | NH     | A      | A      | 4R     | ČF     | A      | A      | A      | A      | A      | ukončení kariéry | ukončení kariéry | ukončení kariéry | ukončení kariéry |

| Legenda | Legenda                     | Legenda                 | Legenda                     |
| ------- | --------------------------- | ----------------------- | --------------------------- |
| tučně   | tučně                       | pár se na turnaji utkal | pár se na turnaji utkal     |
| A       | turnaje se hráč nezúčastnil | NH                      | turnaje se nekonal          |
| Q1/2    | prohra v kole kvalifikace   | R                       | prohra v daném kole turnaje |
| ČF      | prohra ve čtvrtfinále       | SF                      | prohra v semifinále         |
| F       | prohra ve finále            | Vítěz                   | vítězství v turnaji         |

## Vývoj kariéry dvojice
Federer (nar. 8. srpna 1981) je přibližně o šest let starší než Djoković (nar. 22. května 1987). Tabulka uvádí srovnání vývoje tenisových kariér obou členů dvojice. V každém svislém sloupci je dosažný věk tenisty v konkrétní sezóně a kumulovaný zisk titulů a výher (vítězných zápasů) do konce dané sezóny. Počátek je v 18 letech stáří obou hráčů, čemuž odpovídá rok sezóny, v němž tohoto věku každý z dvojice dosáhl.
Například Federer sezónu 2004 zakončil ve věku 23 let. Do té doby vyhrál celkově 4 Grand Slamy, 61 grandslamových utkání a na okruhu ATP získal celkem 22 titulů. Sezónu zakončil na 1. místě žebříčku a na jeho čele v celé kariéře figuroval 48 týdnů. Ve srovnání s tím, Djoković ve 23 letech zakončil sezónu 2010. Do té doby zvítězil celkem na 1 Grand Slamu a vyhrál 18 titulů. Danou sezónu 2010 zakončil na 3. místě.
| Věk (na konci sezóny)    | Věk (na konci sezóny) | 18   | 19   | 20   | 21   | 22   | 23   | 24   | 25   | 26   | 27   | 28   | 29   | 30   | 31   | 32   | 33   | 34   | 35   | 36   | 37   | 38     | 39   | 40   | 41   |
| Federerovy sezóny        | Federerovy sezóny     | 1999 | 2000 | 2001 | 2002 | 2003 | 2004 | 2005 | 2006 | 2007 | 2008 | 2009 | 2010 | 2011 | 2012 | 2013 | 2014 | 2015 | 2016 | 2017 | 2018 | 2019   | 2020 | 2021 | 2022 |
| Djokovićovy sezóny       | Djokovićovy sezóny    | 2005 | 2006 | 2007 | 2008 | 2009 | 2010 | 2011 | 2012 | 2013 | 2014 | 2015 | 2016 | 2017 | 2018 | 2019 | 2020 | 2021 | 2022 | 2023 | 2024 | 2025   | 2026 | 2027 | 2028 |
| ------------------------ | --------------------- | ---- | ---- | ---- | ---- | ---- | ---- | ---- | ---- | ---- | ---- | ---- | ---- | ---- | ---- | ---- | ---- | ---- | ---- | ---- | ---- | ------ | ---- | ---- | ---- |
| Tituly na Grand Slamu    | Federer               | 0    | 0    | 0    | 0    | 1    | 4    | 6    | 9    | 12   | 13   | 15   | 16   | 16   | 17   | 17   | 17   | 17   | 17   | 19   | 20   | 20     | 20   | 20   | 20   |
| Tituly na Grand Slamu    | Djoković              | 0    | 0    | 0    | 1    | 1    | 1    | 4    | 5    | 6    | 7    | 10   | 12   | 12   | 14   | 16   | 17   | 20   | 21   | 24   | 24   | (24)   |      |      |      |
| Výhry na Grand Slamu     | Federer               | 0    | 7    | 20   | 26   | 39   | 61   | 85   | 112  | 138  | 162  | 188  | 208  | 228  | 247  | 260  | 279  | 297  | 307  | 325  | 339  | 357    | 362  | 369  | 369  |
| Výhry na Grand Slamu     | Djoković              | 5    | 14   | 33   | 51   | 66   | 85   | 110  | 134  | 158  | 180  | 207  | 228  | 237  | 258  | 280  | 296  | 323  | 334  | 361  | 377  | (392)  |      |      |      |
| Tituly na Turnaji mistrů | Federer               | 0    | 0    | 0    | 0    | 1    | 2    | 2    | 3    | 4    | 4    | 4    | 5    | 6    | 6    | 6    | 6    | 6    | 6    | 6    | 6    | 6      | 6    | 6    | 6    |
| Tituly na Turnaji mistrů | Djoković              | 0    | 0    | 0    | 1    | 1    | 1    | 1    | 2    | 3    | 4    | 5    | 5    | 5    | 5    | 5    | 5    | 5    | 6    | 7    | 7    | (7)    |      |      |      |
| Tituly na Masters        | Federer               | 0    | 0    | 0    | 1    | 1    | 4    | 8    | 12   | 14   | 14   | 16   | 17   | 18   | 21   | 21   | 23   | 24   | 24   | 27   | 27   | 28     | 28   | 28   | 28   |
| Tituly na Masters        | Djoković              | 0    | 0    | 2    | 4    | 5    | 5    | 10   | 13   | 16   | 20   | 26   | 30   | 30   | 32   | 34   | 36   | 37   | 38   | 40   | 40   | (40)   |      |      |      |
| Tituly celkově           | Federer               | 0    | 0    | 1    | 4    | 11   | 22   | 33   | 45   | 53   | 57   | 61   | 66   | 70   | 76   | 77   | 82   | 88   | 88   | 95   | 99   | 103    | 103  | 103  | 103  |
| Tituly celkově           | Djoković              | 0    | 2    | 7    | 11   | 16   | 18   | 28   | 34   | 41   | 48   | 59   | 66   | 68   | 72   | 77   | 81   | 86   | 91   | 98   | 99   | (100)  |      |      |      |
| Výhry celkově            | Federer               | 15   | 51   | 100  | 158  | 236  | 310  | 391  | 483  | 551  | 617  | 678  | 743  | 807  | 878  | 923  | 996  | 1059 | 1080 | 1134 | 1184 | 1237   | 1242 | 1251 | 1251 |
| Výhry celkově            | Djoković              | 13   | 53   | 121  | 185  | 263  | 324  | 394  | 469  | 543  | 604  | 686  | 751  | 783  | 836  | 893  | 934  | 989  | 1031 | 1087 | 1124 | (1150) |      |      |      |
| Konečný žebříček         | Federer               | 64.  | 29.  | 13.  | 6.   | 2.   | 1.   | 1.   | 1.   | 1.   | 2.   | 1.   | 2.   | 3.   | 2.   | 6.   | 2.   | 3.   | 16.  | 2.   | 3.   | 3.     | 5.   | 16.  | —    |
| Konečný žebříček         | Djoković              | 78.  | 16.  | 3.   | 3.   | 3.   | 3.   | 1.   | 1.   | 2.   | 1.   | 1.   | 2.   | 12.  | 1.   | 2.   | 1.   | 1.   | 5.   | 1.   | 7.   | 6.     |      |      |      |
| Týdnů světovou jedničkou | Federer               | 0    | 0    | 0    | 0    | 0    | 48   | 100  | 152  | 204  | 237  | 262  | 285  | 285  | 302  | 302  | 302  | 302  | 302  | 302  | 310  | 310    | 310  | 310  | 310  |
| Týdnů světovou jedničkou | Djoković              | 0    | 0    | 0    | 0    | 0    | 0    | 26   | 62   | 101  | 121  | 180  | 223  | 223  | 232  | 275  | 301  | 353  | 373  | 405  | 428  | 428    |      |      |      |

Vysvětlivky
1. 1 2  Výhra znamená vítězný zápas.

### Chronologie výsledků na Grand Slamu a Turnaji mistrů
Tabulka uvádí kombinovanou chronologii výsledků na Grand Slamu a Turnaji mistrů, jako by Djoković i Federer představovali jednoho hráče. Započítán je vždy lepší výsledek člena dvojice.
| Turnaj          | 1999            | 2000            | 2001            | 2002     | 2003     | 2004     | 2005   | 2006   | 2007   | 2008   | 2009   | 2010   | 2011   | 2012   | 2013   | 2014   | 2015   | 2016   | 2017   | 2018   | 2019   | 2020     | 2021   | 2022   | 2023   | 2024     | 2025 | SR      |
| --------------- | --------------- | --------------- | --------------- | -------- | -------- | -------- | ------ | ------ | ------ | ------ | ------ | ------ | ------ | ------ | ------ | ------ | ------ | ------ | ------ | ------ | ------ | -------- | ------ | ------ | ------ | -------- | ---- | ------- |
| Grand Slam      |                 |                 |                 |          |          |          |        |        |        |        |        |        |        |        |        |        |        |        |        |        |        |          |        |        |        |          |      |         |
| Australian Open | Q1F             | 3. koloF        | 3. koloF        | 4. koloF | 4. koloF | VítězF   | SFF    | VítězF | VítězF | VítězD | F      | VítězF | VítězD | VítězD | VítězD | SFF    | VítězD | VítězD | VítězF | VítězF | VítězD | VítězD   | VítězD | A      | VítězD | SFD      | SFD  | 16 / 25 |
| French Open     | 1. koloF        | 4. koloF        | ČFF             | 1. koloF | 1. koloF | 3. koloF | SFF    | F      | F      | F      | VítězF | ČFFD   | F      | FD     | SFD    | FD     | FD     | VítězD | ČFD    | ČFD    | SFFD   | FD       | VítězD | ČFD    | VítězD | ČFD      | SFD  | 4 / 27  |
| Wimbledon       | 1. koloF        | 1. koloF        | ČFF             | 1. koloF | VítězF   | VítězF   | VítězF | VítězF | VítězF | F      | VítězF | SFD    | VítězD | VítězF | FD     | VítězD | VítězD | SFF    | VítězF | VítězD | VítězD | NH       | VítězD | VítězD | FD     | FD       | SFD  | 15 / 26 |
| US Open         | Q2F             | 3. koloF        | 4. koloF        | 4. koloF | 4. koloF | VítězF   | VítězF | VítězF | VítězF | VítězF | F      | FD     | VítězD | FD     | FD     | SFFD   | VítězD | FD     | ČFF    | VítězD | ČFF    | 4. koloD | FD     | A      | VítězD | 3. koloD |      | 9 / 24  |
| Turnaj mistrů   |                 |                 |                 |          |          |          |        |        |        |        |        |        |        |        |        |        |        |        |        |        |        |          |        |        |        |          |      |         |
| ATP Finals      | nekvalifikováni | nekvalifikováni | nekvalifikováni | SFF      | VítězF   | VítězF   | F      | VítězF | VítězF | VítězD | SFF    | VítězF | VítězF | VítězD | VítězD | VítězD | VítězD | FD     | SFF    | FD     | SFF    | SFD      | SFD    | VítězD | VítězD | AD       |      | 13 / 22 |

Vysvětlivky
1. ↑  Na ATP Finals 2024 Djoković kvalifikován a odhlášen pro zranění.

| Legenda | Legenda                                               | Legenda                         | Legenda                         |
| ------- | ----------------------------------------------------- | ------------------------------- | ------------------------------- |
| SR      | tituly / odehrané turnaje                             | A                               | turnaje se hráč nezúčastnil     |
| Q1–2    | prohra v kole kvalifikace                             | 1.–4. kolo                      | prohra v daném kole turnaje     |
| ČF      | prohra ve čtvrtfinále                                 | SF                              | prohra v semifinále             |
| F       | prohra ve finále                                      | Vítěz                           | vítězství v turnaji             |
| NH      | turnaj se nekonal                                     | D / F                           | výkon Djokoviće / Federera      |
| 4R      | škrt – diskvalifikace Djokoviće                       | škrt – diskvalifikace Djokoviće | škrt – diskvalifikace Djokoviće |
|         | první turnaj po ukončení kariéry Federera v září 2022 |                                 |                                 |